# سعر الفائدة بين البنوك في طوكيو
سعر الفائدة بين البنوك في طوكيو TIBOR هو سعر مرجعي يومي يعتمد على أسعار الفائدة التي تعرضها البنوك لإقراض أموال غير مضمونة لبنوك أخرى في سوق المال في اليابان (أو سوق ما بين البنوك).

## البيانات
يتم نشر سعر الفائدة بين البنوك في طوكيو (TIBOR) يوميًا من قبل جمعية المصرفيين اليابانيين (JBA).